# 카툰 (칭호)

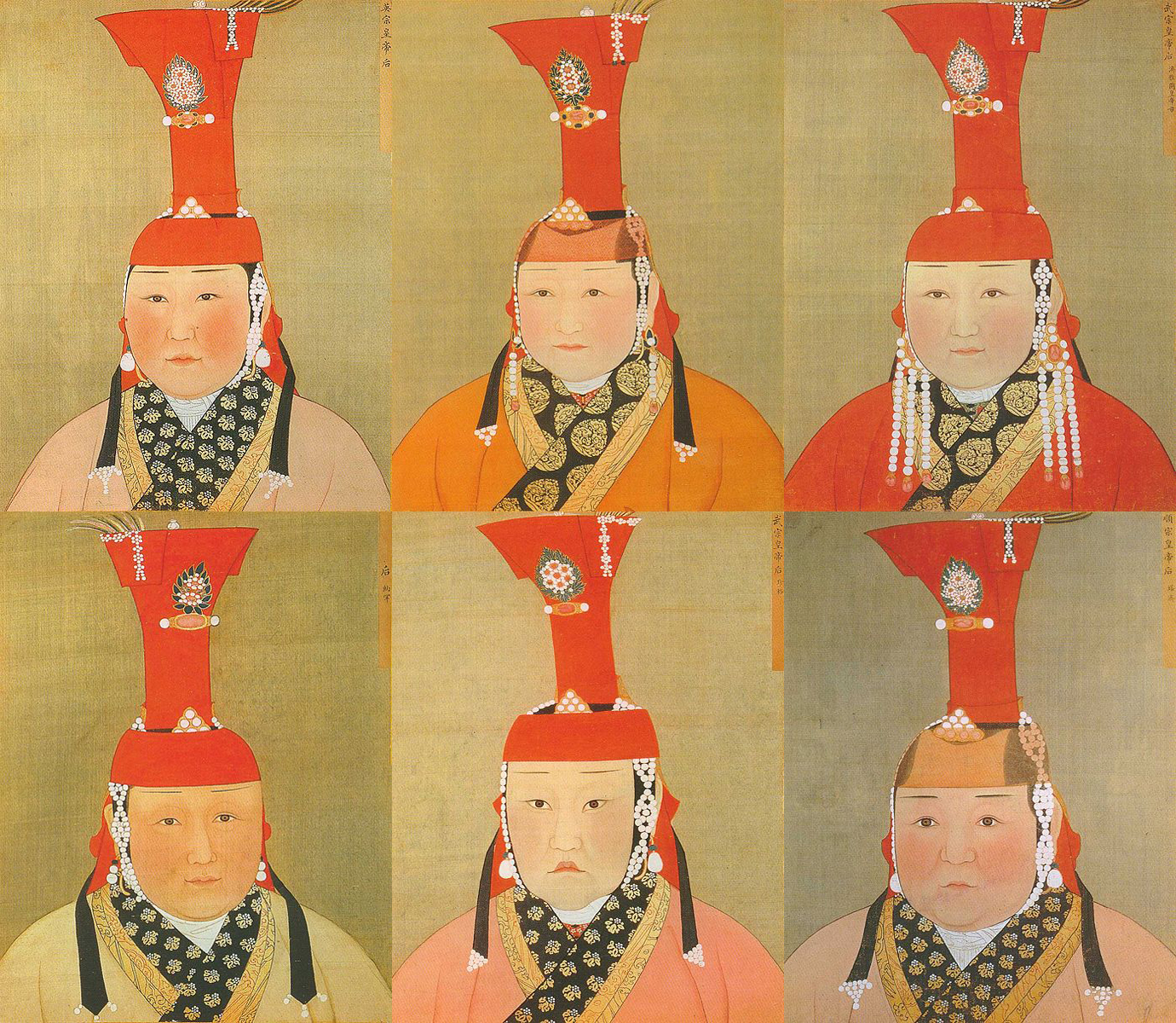

카툰(몽골어: ᠬᠠᠲᠤᠨ khatun, 페르시아어: خاتون khātūn, 튀르키예어: hatun, 한국 한자: 可敦 가돈)은 몽골계 귀족 칭호로서, 칸 또는 카간의 여성형이다. 다른 문화권의 왕비나 황후에 해당한다.
카툰이라는 말은 소그드에서 기원한 것으로, 이슬람교가 중앙아시아에 전래되기 한참 전부터 돌궐 지배자들의 아내 및 여자 왕족들을 카툰이라고 불렀다. 칭기즈 칸을 비롯한 유목군주들은 여러 명의 카툰을 거느렸으며, 그 중 유력한 카툰들이 유목제국의 내명부라고 할 수 있는 오르도를 관리했다.
옛 몽골 제국의 영향권이었던 지역들에서 오늘날 사용되는 언어인 우즈베크어, 튀르키예어, 우르두어 등에서는 "카툰"에서 유래한 어휘들(우즈베크어: xotin, 튀르키예어: kadin, 우르두어: khatun)이 그냥 "여자"를 의미하는 말로 사용된다.

## 유명한 카툰
- 보르테 우진 카툰: 칭기즈 칸의 제1카툰.
- 불루칸 카툰: 아바카 칸의 카툰.
- 불루간 카툰: 테무르 올제이투 칸의 카툰.
- 차브이 카툰: 쿠빌라이 세첸 칸의 카툰.
- 데스피나 카툰: 우준 하산 샤한샤의 카툰. 동로마 황족.
- 도쿠즈 카툰: 훌라구 칸의 카툰.
- 에르케투 카툰: 알탄 칸의 카툰.
- 만투하이 카툰: 다얀 칸의 카툰.
- 모미네 카툰: 자한 파흘라완 아타벡의 제1카툰. 아제르바이잔에 소재한 능묘가 유네스코 세계유산으로 등록되어 있음.
- 오굴카미시 카툰: 귀위크 칸의 카툰. 1248년 남편이 죽자 3년간 섭정.
- 포벡 카툰: 빌게 카간의 카툰. 톤유쿡의 딸.
- 라드나시리 카툰: 아유르바르와다 부얀투 칸의 카툰.
- 퇴레게네 카툰: 우구데이 칸의 카툰.